# Waukegan
Waukegan är en stad i Lake County i delstaten Illinois, USA. Waukegan är administrativ huvudort (county seat) i Lake County. 

## Kända personer från Waukegan
- Ray Bradbury, författare
- Neil Flynn, skådespelare
- Jason Kao Hwang, violinist
- Brian Van Holt, skådespelare